# Robert Spalding

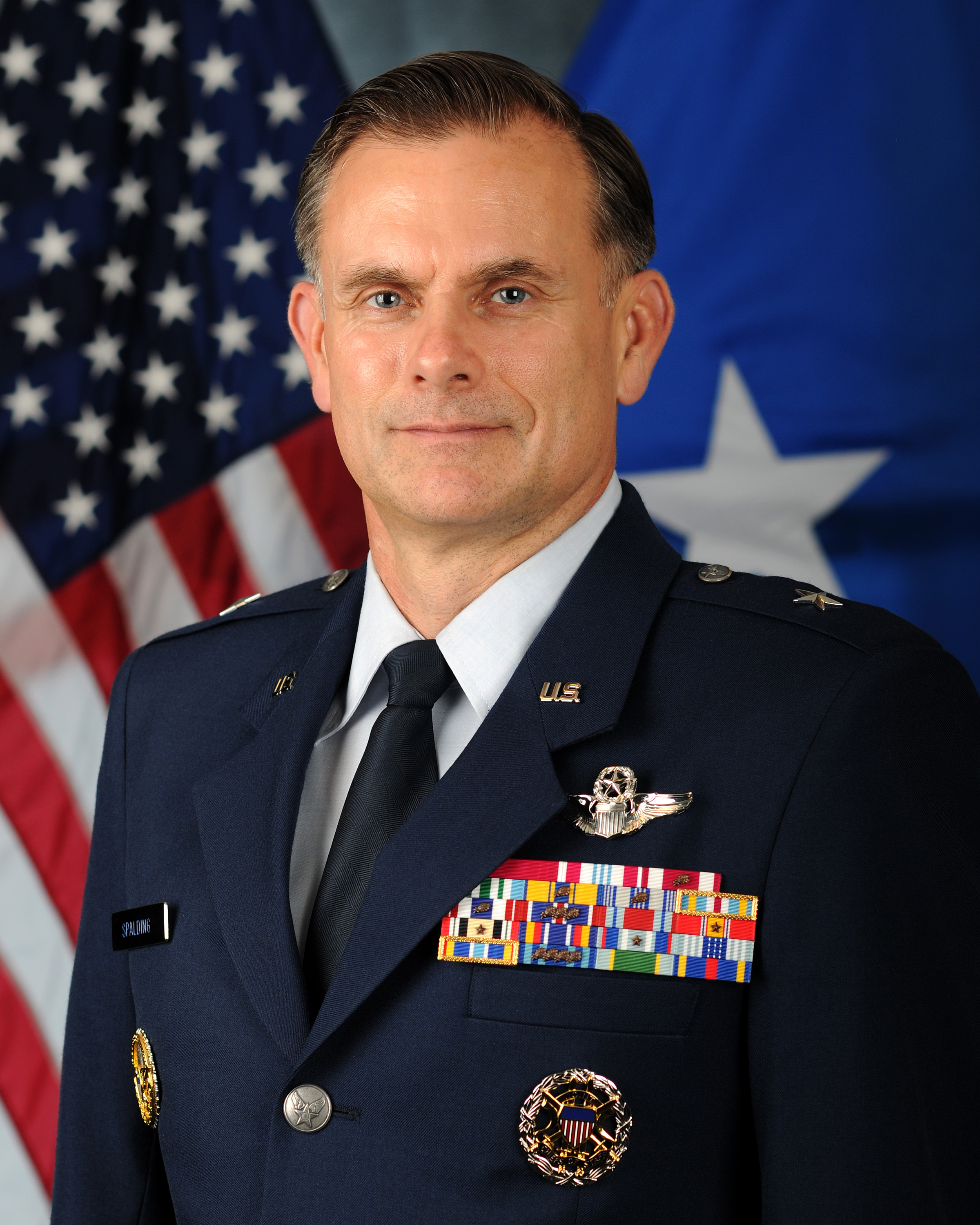
Spalding em setembro de 2016

Robert S. Spalding III é general aposentado da Força Aérea dos Estados Unidos. Ele atualmente atua como pesquisador sênior no Hudson Institute. Seu trabalho se concentra nas relações EUA-China, segurança econômica e nacional e o equilíbrio militar da região Ásia-Pacífico.
Spalding obteve bacharelado e mestrado em Agricultural Business, na Fresno State University, em Fresno, Califórnia, seguido por um doutorado em Economia e Matemática pela University of Missouri, Kansas City em 2007 e um segundo mestrado em Estudos Estratégicos na Maxwell Air Force Base, Alabama, em 2008.  Ele foi promovido a Brigadeiro-General em novembro de 2016. De dezembro de 2016 a maio de 2017, ele foi oficial sênior de defesa e adido de defesa dos EUA em Pequim, China, e de maio de 2017 a janeiro de 2018, diretor sênior de planejamento estratégico, Conselho de Segurança Nacional, Casa Branca, Washington DC
Enquanto estava no Conselho de Segurança Nacional, Spalding notavelmente escreveu um memorando pedindo a nacionalização do desenvolvimento da rede sem fio 5G. O ativismo de Spalding foi supostamente considerado fora de sua autoridade e ele foi posteriormente convidado a deixar o NSC. Desde então, ele tem sido notável como crítico da China.
Em 2019, publicou o livro Stealth War: How China Took Over While America's Elite Slept (Guerra Fantasma: Como a China Tomou Controle Enquanto a Elite Americana Dormia).